# José Ignacio Cornejo Florimo
José Ignacio Cornejo Florimo (Iquique, 5 de julio de 1994) es un piloto de motociclismo chileno, que destaca en las especialidades de motocross, enduro y sobre todo de rally raid. Desde 2018 es miembro del equipo Honda.
En su primera participación en el Rally Dakar en la edición 2016 abandonó la prueba en quinta etapa.
En el Rally Dakar 2018 recibió un llamado de última hora del Honda Team para sumarse al equipo, en reemplazo del lesionado piloto portugués Paulo Gonçalves, finalizando el rally en una sorpresiva décima posición final.
En 2019 ya consolidado como piloto oficial del equipo Honda logra una meritoria octava posición en la clasificación general. En la edición 2020 del Rally Dakar logra su mejor actuación obteniendo dos victorias de etapa y finalizando cuarto en la clasificación final detrás del ganador el estadounidense Ricky Brabec, de su compatriota Pablo Quintanilla y del australiano Toby Price.
En el Rally Dakar 2021, pese a que lideraba la clasificación general, tuvo que abandonar la competencia tras una fuerte caída que sufrió en la etapa especial de 342 kilómetros que se corrió entre Neom y Alula, cuando faltaban dos etapas para finalizar.

## Resultados

### Rally Dakar
| Año     | Categoría | Vehículo | Posición | Victorias de etapa |
| ------- | --------- | -------- | -------- | ------------------ |
| 2016    | Motos     | Suzuki   | Ret.     | -                  |
| 2017    | Motos     | KTM      | 28.º     | -                  |
| 2018    | Motos     | Honda    | 10.º     | -                  |
| 2019    | Motos     | Honda    | 8.º      | -                  |
| 2020    | Motos     | Honda    | 4.º      | 2                  |
| 2021    | Motos     | Honda    | Ret.     | 1                  |
| 2022    | Motos     | Honda    | 6.º      | 2                  |
| 2023    | Motos     | Honda    | 8.º      | 1                  |
| 2024    | Motos     | Honda    | 6.º      | 3                  |
| 2025    | Motos     | Hero     | 7.º      | -                  |
| Fuente: |           |          |          |                    |

## Otras competencias
- Campeón Junior Campeonato Mundial de Rally Cross-Country de la FIM en 2016.